# Enzo Colacino
Enzo Colacino, all'anagrafe Vincenzo Colacino (Catanzaro, 15 marzo 1948), è un regista e comico italiano.
Attore e cabarettista, è autore di commedie in vernacolo catanzarese, tra le quali la più nota è Parrandu parrandu.

## Biografia
La carriera artistica di Colacino inizia nel 1985, quando entra nella compagnia Laboratorio Teatro Azione di Nino Gemelli, impersonando nelle commedie del fondatore diversi personaggi.
Nel 2002 lascia il laboratorio e fonda la compagnia Quelli che il teatro, portando in scena nei teatri e nelle piazze della Calabria commedie di cui è regista e interprete insieme a diversi attori, tra cui la moglie e il figlio.
Contemporaneamente porta in scena Giangurgolo la maschera di Calabria, di Vittorio Sorrenti.
Sempre nel Giugno del 2002 è ospite della Comunità Calabrese di Toronto, in Canada, per un tour di due settimane, terminato con uno spettacolo di beneficenza conclusivo al Verdi Convention Center. 

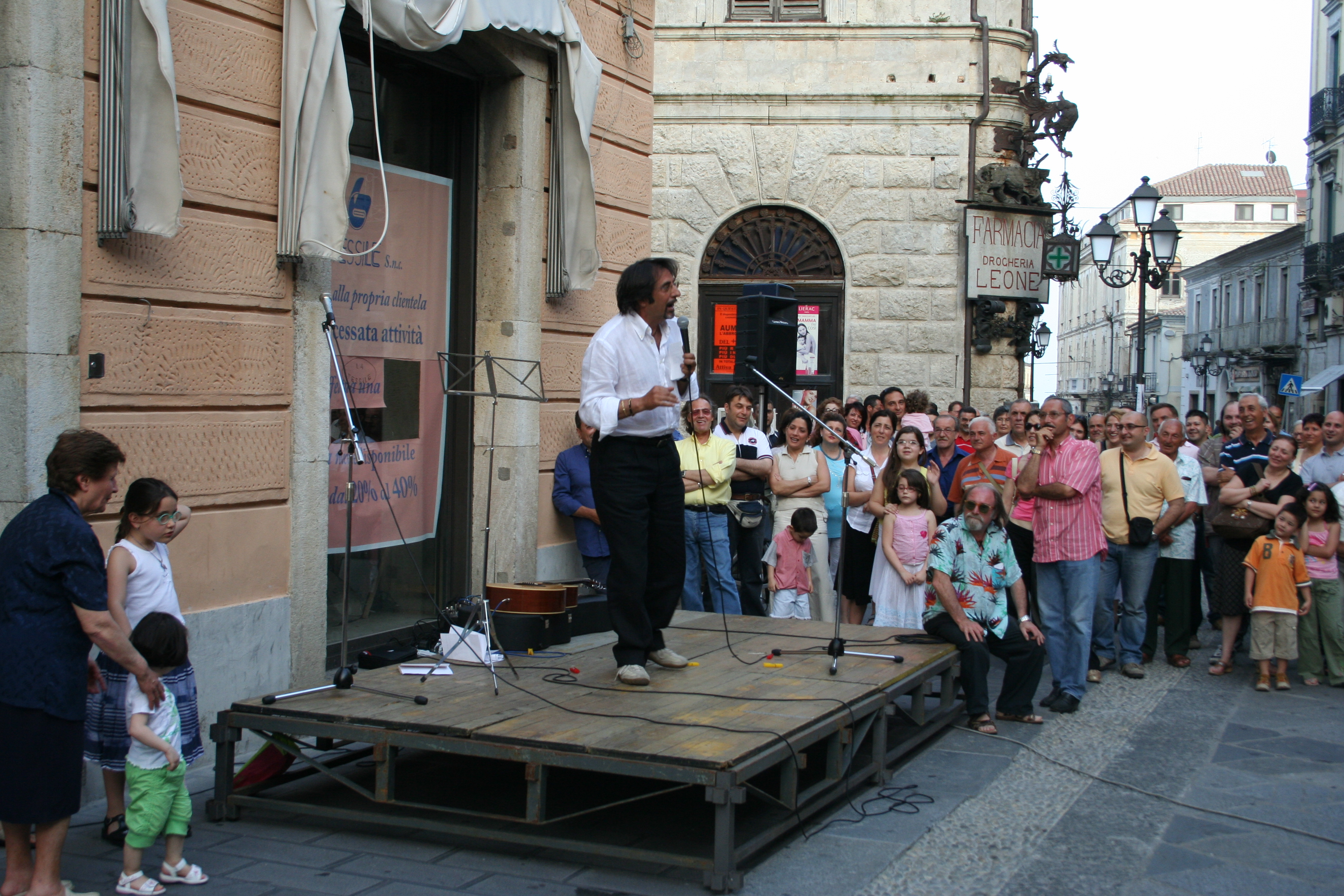
Enzo Colacino insieme ad Ettore Capicotto, nel 2007 durante il Festival del Vernacolo

Ha collaborato con una rubrica dal titolo “Secundu mia” e con il mensile “Il Catanzaro”, quando la squadra ha militato nell’ultimo campionato di serie B. Da settembre 2007 ad agosto 2008 ha curato una rubrica di satira politica sul giornale “Il Domani”. Attualmente scrive, in dialetto calabrese, per la testata il “Quotidiano della Calabria”.
Nel 2007 cura la Direzione Artistica della prima edizione del "Festival del Vernacolo", la rassegna dedicata alle compagnie catanzaresi organizzata dall’Assessorato alla Cultura del Comune di Catanzaro.

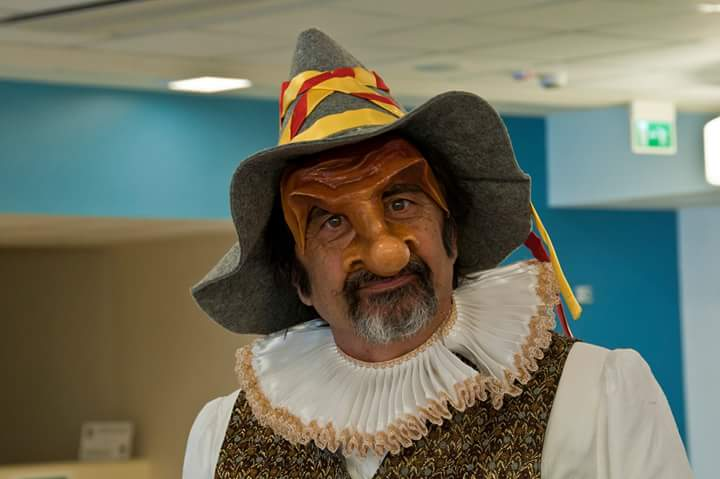
Enzo Colacino rappresenta Giangurgolo

Per tre volte ha rappresentato la Calabria al Festival Nazionale delle Maschere di Parma, portando in scena la maschera di Giangurgolo.
È autore di due libri, E cchi ni manca? e Parrandu Parrandu. Una delle sue opere, Fama amura e malatia, è stata tradotta in dialetto napoletano.

## Televisione
Le prime apparizioni in tv dell'artista risalgono agli anni ’80 quando interveniva nel programma Scopri il Mondo sulle reti di Telespazio Calabria e a Non solo cabaret come cabarettista e poi conduttore. 

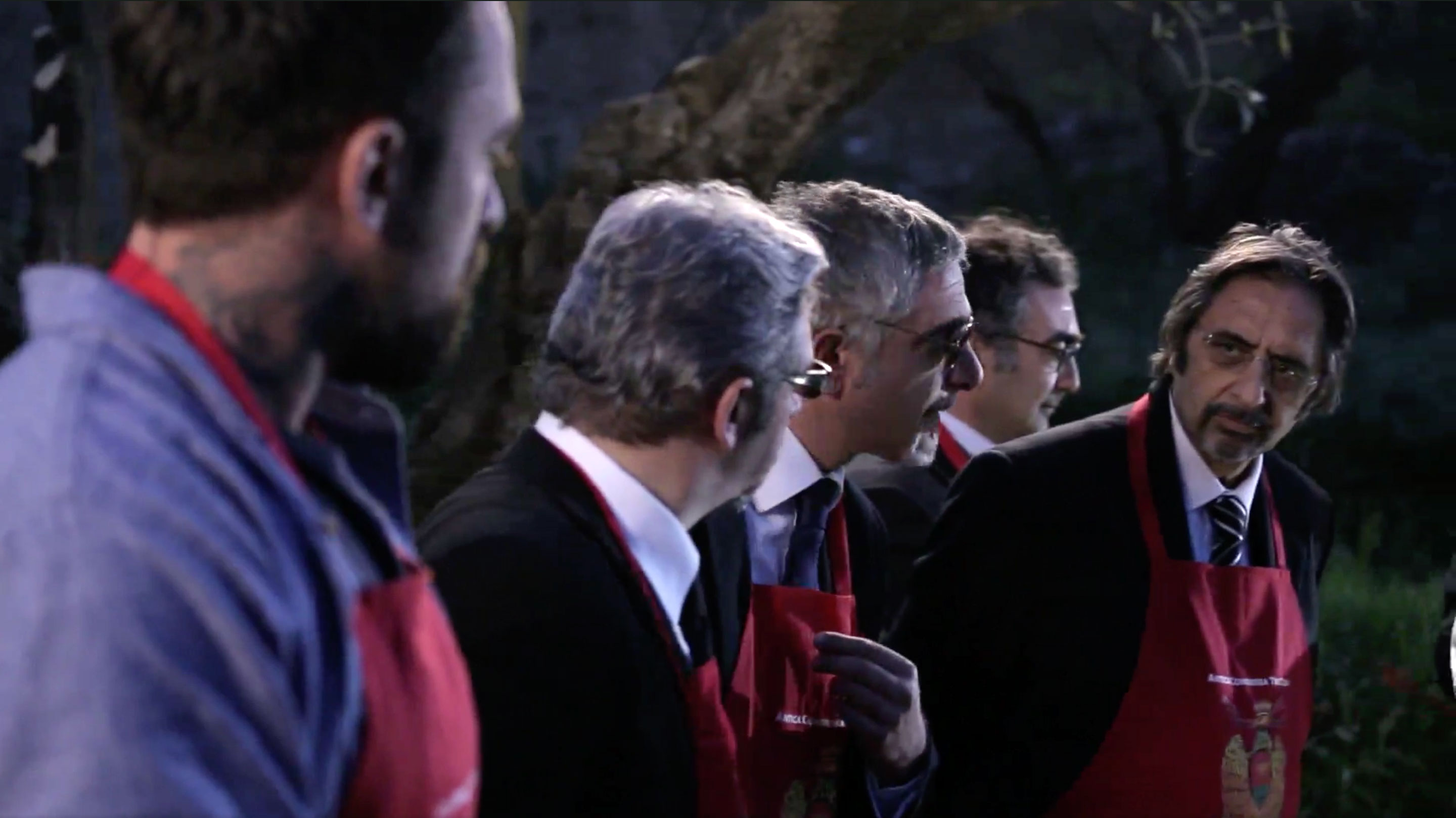
Enzo Colacino in una scena di Unti e Bisunti

 Su Rai 2 ha recitato nella trasmissione Misteri per la ricostruzione del “Giallo del Cavalcavia” legato ad un fatto realmente accaduto negli anni ’30 e che ebbe come scenario il Ponte di Siano, a Catanzaro.
Viene spesso invitato in trasmissioni di intrattenimento e sportive sulle reti locali catanzaresi.
Ha partecipato ad un episodio del programma televisivo Unti e Bisunti andata in onda il 25 Settembre del 2015, sul canale tv digitale DMAX. Nell'episodio, girato in Calabria e dedicato alla cucina calabrese, Colacino interpreta il ruolo di uno degli "Uomini col Morzello", nella realtà i soci della "Antica Congrega Tre Colli" di Catanzaro.

## Teatro

### Attore Teatrale
- 1989: Turuzzu e Luvicia
- 1990: Setta ottu nova e decia
- 1990: Bongiornu e aguri
- 1992: Cui sìmina amuri..meta cuntentizza
- 1992: Basta abbasta e suverchja
- 1993: A vucca è na ricchizza
- 1993: Dui càmbari e serbizzi
- 1995: Candida
- 1995: Virus
- 1996: I funghi però
- 1997: Giangurgolo

### Regista e Attore Teatrale
- 1998: Ccu i sordi s’acconza tuttu
- 1999: Fama amura e malatia
- 2001: Clinica privata
- 2009: Titina a la quarantina